# Wikipedia - The Text Adventure
Wikipedia: The Text Adventure est un jeu vidéo indépendant par navigateur de fiction interactive développé par Kevan Davis. Il est sorti en 2017 et prend des données de Wikipédia pour générer un jeu vidéo jouable. Il est applaudi par les médias pour son idée unique et son apparence rétro, mais est critiqué pour la nature de son contenu, étant sans émotion et généré par une intelligence artificielle.

## Système de jeu
Le jeu est basé sur les fictions interactives Infocom des années 1980, avec des graphismes et une interface similaires, incluant faire des images d'articles en « pixel art statique ».

## Développement
Le jeu est initialement inspiré par un projet précédent de 2015, Around the World in X Wikipedia Articles, où le développeur programme un logiciel pour écrire une nouvelle en tirant de l'information sur des lieux issus d'articles de Wikipédia. En créant le jeu, il réalise que le compilateur serait rapidement surchargé si celui-ci tentait d'auto-générer une aventure autonome tout à la fois, alors il fait le jeu se générer lui-même pendant que le joueur progresse à travers différents choix.
Davis cite que le but du jeu est sur « [les] joueurs établissant leurs propres défis, définissant leurs propres chemins ».

## Accueil
Sam Machkovech d'Ars Technica surnomme le jeu « une manière astucieuse d'interpréter la fontaine jaillissante de données qu'est l'API de Wikipédia ». Stephanie Chan de GamesBeat le surnomme « froid et alien » lorsqu'elle y joue pour la première fois et voit des descriptions des endroits, mais dit qu'elle réalise plus tard que quelqu'un pouvait encore plus interagir avec les endroits, comme en examinant des trucs et en parlant à des personnes. Elle affirme qu'elle crut que le but du jeu était de montrer qu'il fallait un effort pour faire du sens sur n'importe quel lieu lorsqu'on voyage.
Tom Sykes de PC Gamer le définit comme un « nouveau jeu par navigateur amusant », notant que les images paraissent « 8-bit-esque de manière convaincante ».